# Rio Deûle
O rio Deûle (em francês:  ^Deûle, em neerlandês:  Deule) é um rio do nordeste da França, que banha a região Nord-Pas-de-Calais e que passa perto da fronteira Bélgica-França.
Nasce nas colinas a sudoeste de Lens e tem 58,8 km de extensão. Grande parte do seu percurso é hoje canalizado e navegável (entre Lens e Deûlémont). Na parte mais próxima da nascente, atravessa ainda em grande parte territórios contaminados e é conhecido com o nome de Souchez.
Atravessa a cidade de Lille antes de desaguar no rio Lys.